# موسی‌بیگ رفیع‌اف
موسی‌بیگ رفیع‌اف (ترکی آذربایجانی: Musa bəy Rəfiyev Hacı Məmmədhüseyn oğlu; ۱۸۸۸ – ۱۹۳۸ (۵۰ ساله)) یک دولت‌مرد آذربایجانی در عهد جمهوری خلق آذربایجان بود. وی نه‌تنها سابقه وزارت ویژه مراقبت از تأمین اجتماعی و امور پناهندگان در کابینه دوم و وزارت بیمه و بازنشستگی همگانی و وزارت بهداشت در کابینه چهارم جمهوری دموکراتیک آذربایجان را داشت، بلکه نماینده شورای ملی آذربایجان و سپس مجلس ملی جمهوری آذربایجان نیز بود.
او از شرکت‌کنندگان در قیام گنجه علیه تهاجم ارتش سرخ به جمهوری خلق آذربایجان بود و پس از شکست قیام ترک وطن کرد.

## زندگی
موسی رفیع‌اف در سال ۱۸۸۸ در شهر گنجه متولد شد. تحصیلات ابتدایی خود را در مدرسه‌ای دینی که در مسجد شاه عباس گنجه فعالیت می‌کرد، آغاز کرد و سپس در گیمنازیوم پسرانه گنجه ادامه داد. پس از فارغ‌التحصیلی از گیمنازیوم پسرانه گنجه با مدال نقره، وارد دانشگاه امپراتوری کی‌یف شد. پس از اتمام دانشکده پزشکی دانشگاه امپراتوری کیف در سال ۱۹۰۸، به عنوان دستیار پزشک در کلینیک دانشگاه مشغول به کار شد. در نوامبر همان سال به گنجه بازگشت و در بیمارستان شهر الیزابتوپول به عنوان پزشک فعالیت کرد. به دلیل عملکرد عالی‌اش در سال ۱۹۱۳ به عنوان «شورای نمونه»، در سال ۱۹۱۴ به عنوان «ارزیاب کالج»، و در سال ۱۹۱۶ به عنوان «شورای سرای» منصوب شد. در اواخر سال ۱۹۱۴، موسی بَیگ رفیع‌اف به همراه حسن بَیگ آقایف و خداداد بَیگ رفیع‌بیگلی، اولین انجمن پزشکی الیزابتوپول (اکنون: گنجه) را دایر نمود.
پیرو انقلاب فوریه در روسیه، وی نماینده فرمانداری الیزابتوپول کمیته ویژه ماورای قفقاز بود که توسط دولت موقت ایجاد شد. او از اولین اعضای حزب فدرالیست ترک بود که توسط نصیب بَیگ یوسف‌بَیگلی تأسیس شد. در ۱۷ ژوئن ۱۹۱۷، کنگره اتحادیه حزب مساوات و حزب فدرالیست ترک برگزار شد و موسی بَیگ رفیع‌اف یکی از اعضای کمیته مرکزی که پس از این کنگره تشکیل شد، بود. او عضو فراکسیون مسلمانان مجلس ماورای قفقاز و پس از انحلال جمهوری دموکراتیک فدرال قفقاز، عضو شورای ملی جمهوری آذربایجان بود.
در ۱۷ ژوئن ۱۹۱۸، موسی بَیگ رفیع‌اف در کابینه دوم جمهوری آذربایجان به عنوان وزیر بدون پست منصوب شد. در ۶ اکتبر ۱۹۱۸، پس از تغییرات داخلی کابینه که توسط رئیس شورای وزیران، فتحعلی خان خویسکی انجام شد، موسی بَیگ رفیع‌اف به عنوان وزیر تأمین اجتماعی و امور مذهبی منصوب شد. در ۱۴ نوامبر ۱۹۱۸، او به عنوان یکی از اعضای هیئت نمایندگی جمهوری آذربایجان برای مذاکرات با ویلیام تامسون به بندرانزلی اعزام شد. او در کمیسیون مالی-بودجه مجلس جمهوری آذربایجان که در ۷ دسامبر ۱۹۱۸ تشکیل شد، از حزب مساوات انتخاب شد و فعالیت کرد. در ۲۲ دسامبر ۱۹۱۹، موسی بَیگ رفیع‌اف در کابینه پنجم به عنوان وزیر تأمین اجتماعی و بهداشت منصوب شد و تا ۱ آوریل ۱۹۲۰ این سمت را بر عهده داشت. در دوران فعالیتش، تحت رهبری او، ۳۵ بیمارستان و ۵۶ مرکز بهداشت در آذربایجان تأسیس شد.
پس از تهاجم ارتش سرخ به جمهوری آذربایجان، موسی بَیگ رفیع‌اف از شرکت‌کنندگان در قیام گنجه علیه اشغال بود. پس از سرکوب قیام، به ترکیه مهاجرت کرد. در سپتامبر ۱۹۲۱، او اولین رئیس «دفتر اطلاعات آذربایجان» که علیه اشغال آذربایجان تأسیس شده بود، شد. در سال ۱۹۲۲، «کمیته دولت و اعضای پارلمان آذربایجان» به ریاست موسی بَیگ رفیع‌اف تشکیل شد که ادامه‌ای بر این نهاد بود.
در اکتبر ۱۹۲۵، او با خانواده‌اش ابتدا به خوی و سپس به تبریز نقل مکان کرد. در آنجا یک کلینیک تأسیس کرد و خود نیز در آن به طبابت مشغول شد.
موسی بَیگ با نینا آلکسیف‌نا ازدواج کرد. از این ازدواج، در سال ۱۹۲۲ دختری به نام لیلا و در سال ۱۹۲۶ پسری به نام داوود به دنیا آمدند.
موسی بَیگ رفیع‌اف در سال ۱۹۳۸ در تبریز درگذشت.